# Saint-Quentin-la-Motte-Croix-au-Bailly
Saint-Quentin-la-Motte-Croix-au-Bailly là một xã ở tỉnh Somme, vùng Hauts-de-France, Pháp.

## Địa lý
Thị trấn này có cự ly khoảng 16 dặm Anh về phía tây của Abbeville, trên đường D63, cách bờ biển khoảng 1 dặm Anh.

## Dân số
| 1962                                                                             | 1968 | 1975 | 1982 | 1990 | 1999 |
| -------------------------------------------------------------------------------- | ---- | ---- | ---- | ---- | ---- |
| 1239                                                                             | 1256 | 1318 | 1292 | 1319 | 1310 |
| Census count starting from 1962 Source=INSEE: Population without double counting |      |      |      |      |      |